# 文晏
文晏（20世纪？—），英文名Vivian Qu，女，北京人，中国导演、编剧、独立制片人。其导演處女作《水印街》入圍第70屆威尼斯電影節「影評人周單元」，並角逐「未來之獅」（Lion of the Future）最佳處女作獎。。意大利权威性的《电影杂志》（La Rivista del Cinematografo）在2014年的一期特刊中将文晏列为全球最具潜力的十位新锐导演之一。[4]2014年8月，获邀出任第71届威尼斯电影节“未来之狮”最佳处女作奖评委，成为首位担任这个重要奖项的中国评委。
2017年，以自編自導的電影《嘉年華》獲得第54屆金馬獎最佳導演獎。

## 制片生涯
《夜车》于2007年入围戛纳电影节“一种关注”竞赛单元，并在华沙、布宜诺斯艾利斯等国际电影节获最佳影片、最佳女演员、摄影等多个奖项。《牛郎织女》于2008年入围戛纳“导演双周”，《春梦》则在2013年凭借其独特的女性视角入围鹿特丹、香港等多个国际电影节，而于2014年完成的《白日焰火》在柏林电影节斩获最佳影片金熊奖和最佳男演员银熊奖。第54屆金馬獎，最佳導演獎文晏女士，發表感言說道「兒童受到侵害是全世界都在發生的事，我感謝他們為沒能發出聲音的孩子們，發出了聲音。」

## 主要作品以及荣誉

### 制片
- 《白日焰火》，2014年。 影片获得了第64届柏林国际电影节的最高奖项金熊奖和最佳男演员奖。2014年3月21日在中国大陆上映。
- 《春梦》， 2013年1月25日荷兰上映。影片获得了台湾金马奖1次提名。第37届香港国际电影节，新秀电影竞赛，特别表扬。
- 《牛郎织女》，2008年。入围戛纳“导演双周”单元。
- 《夜车》，2007年。荣获2007年第23届华沙国际电影节新导演和新电影大奖。

### 导演
- 《水印街》，2013年。该片入围威尼斯、多伦多、鹿特丹等多个国际电影节，并获得温哥华电影节“龙虎奖”特别奖以及波士顿独立电影节评审团大奖。它是13年参与角逐第70届威尼斯电影节“未来之狮”最佳处女作奖唯一一部亚洲电影。”
- 《嘉年華》，2017年，第74届威尼斯电影节主竞赛片，獲得第54屆金馬獎最佳導演獎。
- 《想飛的女孩》，2025年，第75屆柏林影展主竞赛片。

## 外部連結
- IMDb简介 （页面存档备份，存于）
- 寻找艺术和商业的平衡——专访刁亦男、文晏
- 一部金熊奖作品的诞生——刁亦男、文晏采访录 （页面存档备份，存于）
- 陈冲许鞍华文晏三华裔女评委压阵威尼斯电影节 （页面存档备份，存于）
- 《水印街》在Cinematografo上的影评
- 《水印街》入选“新导演、新电影”影展